# Liste der denkmalgeschützten Objekte in Čičmany
Die Liste der denkmalgeschützten Objekte in Čičmany enthält die 37 nach slowakischen Denkmalschutzvorschriften geschützten Objekte in der Gemeinde Čičmany im Okres Žilina.

## Denkmäler
| Foto |                 | Denkmal / č. ÚZPF                                              | Standort / Konskr. Nr.                                  | Offizielle Beschreibung                          | Beschreibung                                             | Metadaten                                                                   |
| ---- | --------------- | -------------------------------------------------------------- | ------------------------------------------------------- | ------------------------------------------------ | -------------------------------------------------------- | --------------------------------------------------------------------------- |
| ja   | Datei hochladen | Kirche(sk) ObjektID: 511-1332/0                                | Standort KG: Čičmany Konskr.Nr.: 330                    | r.k.Nájdenia sv.Kríža;Kostol Nájdenia sv.Kríža   | römisch-katholische Kirche Erhöhung des heiligen Kreuzes | č. NKP: 511-1332/0 Stand des NKP: 2012-02-08 Name: KOSTOL                   |
| BW   | Datei hochladen | Gebäude in regionaltypischem Baustil(sk) ObjektID: 511-2109/0  | 35 Standort KG: Čičmany Konskr.Nr.: 35                  | zrubový                                          | rustikal                                                 | č. NKP: 511-2109/0 Stand des NKP: 2012-02-08 Name: DOM ĽUDOVÝ               |
| BW   | Datei hochladen | Gebäude in regionaltypischem Baustil(sk) ObjektID: 511-2110/0  | 40 Standort KG: Čičmany Konskr.Nr.: 40                  | zrubový+murovaný                                 | rustikal, Ziegel                                         | č. NKP: 511-2110/0 Stand des NKP: 2012-02-08 Name: DOM ĽUDOVÝ               |
| BW   | Datei hochladen | Gebäude in regionaltypischem Baustil(sk) ObjektID: 511-2111/0  | 44 Standort KG: Čičmany Konskr.Nr.: 44                  | zrubový                                          | rustikal                                                 | č. NKP: 511-2111/0 Stand des NKP: 2012-02-08 Name: DOM ĽUDOVÝ               |
| ja   | Datei hochladen | Gebäude in regionaltypischem Baustil(sk) ObjektID: 511-2112/0  | 47 Standort KG: Čičmany Konskr.Nr.: 47                  | zrubový                                          | rustikal                                                 | č. NKP: 511-2112/0 Stand des NKP: 2012-02-08 Name: DOM ĽUDOVÝ               |
| BW   | Datei hochladen | Gebäude in regionaltypischem Baustil(sk) ObjektID: 511-2113/0  | 48 Standort KG: Čičmany Konskr.Nr.: 48                  | zrubový                                          | rustikal                                                 | č. NKP: 511-2113/0 Stand des NKP: 2012-02-08 Name: DOM ĽUDOVÝ               |
| ja   | Datei hochladen | Gebäude in regionaltypischem Baustil(sk) ObjektID: 511-2114/0  | 49 Standort KG: Čičmany Konskr.Nr.: 49                  | zrubový                                          | rustikal                                                 | č. NKP: 511-2114/0 Stand des NKP: 2012-02-08 Name: DOM ĽUDOVÝ S HOSP.ČASŤ.  |
| ja   | Datei hochladen | Gebäude in regionaltypischem Baustil(sk) ObjektID: 511-2115/0  | 52 Standort KG: Čičmany Konskr.Nr.: 52                  | zrubový                                          | rustikal                                                 | č. NKP: 511-2115/0 Stand des NKP: 2012-02-08 Name: DOM ĽUDOVÝ               |
| BW   | Datei hochladen | Gebäude in regionaltypischem Baustil(sk) ObjektID: 511-2116/0  | 57 Standort KG: Čičmany Konskr.Nr.: 57                  | zrubový                                          | rustikal                                                 | č. NKP: 511-2116/0 Stand des NKP: 2012-02-08 Name: DOM ĽUDOVÝ               |
| BW   | Datei hochladen | Gebäude in regionaltypischem Baustil(sk) ObjektID: 511-2117/0  | 58 Standort KG: Čičmany Konskr.Nr.: 58                  | zrubový                                          | rustikal                                                 | č. NKP: 511-2117/0 Stand des NKP: 2012-02-08 Name: DOM ĽUDOVÝ S HOSP.ČASŤ.  |
| BW   | Datei hochladen | Gebäude in regionaltypischem Baustil(sk) ObjektID: 511-2118/0  | 83 Standort KG: Čičmany Konskr.Nr.: 83                  | zrubový                                          | rustikal                                                 | č. NKP: 511-2118/0 Stand des NKP: 2012-02-08 Name: DOM ĽUDOVÝ               |
| BW   | Datei hochladen | Gebäude in regionaltypischem Baustil(sk) ObjektID: 511-2121/0  | 92 Standort KG: Čičmany Konskr.Nr.: 92                  | zrubový                                          | rustikal                                                 | č. NKP: 511-2121/0 Stand des NKP: 2012-02-08 Name: DOM ĽUDOVÝ               |
| ja   | Datei hochladen | Gebäude in regionaltypischem Baustil(sk) ObjektID: 511-2122/0  | 93 Standort KG: Čičmany Konskr.Nr.: 93                  | zrubový                                          | rustikal                                                 | č. NKP: 511-2122/0 Stand des NKP: 2012-02-08 Name: DOM ĽUDOVÝ               |
| ja   | Datei hochladen | Gebäude in regionaltypischem Baustil(sk) ObjektID: 511-2123/0  | 94 Standort KG: Čičmany Konskr.Nr.: 94                  | zrubový                                          | rustikal                                                 | č. NKP: 511-2123/0 Stand des NKP: 2012-02-08 Name: DOM ĽUDOVÝ               |
| ja   | Datei hochladen | Gebäude in regionaltypischem Baustil(sk) ObjektID: 511-2124/0  | 98 Standort KG: Čičmany Konskr.Nr.: 98                  | zrubový                                          | rustikal                                                 | č. NKP: 511-2124/0 Stand des NKP: 2012-02-08 Name: DOM ĽUDOVÝ               |
| BW   | Datei hochladen | Gebäude in regionaltypischem Baustil(sk) ObjektID: 511-2125/0  | 100 Standort KG: Čičmany Konskr.Nr.: 100                | zrubový                                          | rustikal                                                 | č. NKP: 511-2125/0 Stand des NKP: 2012-02-08 Name: DOM ĽUDOVÝ               |
| BW   | Datei hochladen | Gebäude in regionaltypischem Baustil(sk) ObjektID: 511-2126/1  | 101 Standort KG: Čičmany Konskr.Nr.: 101                | zrubový                                          | rustikal                                                 | č. NKP: 511-2126/1 Stand des NKP: 2012-02-08 Name: DOM ĽUDOVÝ               |
| BW   | Datei hochladen | Scheune(sk) ObjektID: 511-2126/2                               | 101 Standort KG: Čičmany Konskr.Nr.: 101                | zrubová;maštaľ,mlat,záčin                        | rustikal, Stall, ?                                       | č. NKP: 511-2126/2 Stand des NKP: 2012-02-08 Name: STODOLA                  |
| BW   | Datei hochladen | Gebäude in regionaltypischem Baustil(sk) ObjektID: 511-2127/1  | 108 Standort KG: Čičmany Konskr.Nr.: 108                | zrubový                                          | rustikal                                                 | č. NKP: 511-2127/1 Stand des NKP: 2012-02-08 Name: DOM ĽUDOVÝ               |
| BW   | Datei hochladen | Scheune(sk) ObjektID: 511-2127/2                               | 108 Standort KG: Čičmany Konskr.Nr.: 108                | drevená rámová+murovaná;mlat,komora,maštaľ,kôlňa | Ziegel Holzrahmen, Dreschen, Lager, Stall, Schuppen      | č. NKP: 511-2127/2 Stand des NKP: 2012-02-08 Name: STODOLA                  |
| ja   | Datei hochladen | Gebäude in regionaltypischem Baustil(sk) ObjektID: 511-2128/0  | 111 Standort KG: Čičmany Konskr.Nr.: 111                | zrubový                                          | rustikal                                                 | č. NKP: 511-2128/0 Stand des NKP: 2012-02-08 Name: DOM ĽUDOVÝ               |
| ja   | Datei hochladen | Gebäude in regionaltypischem Baustil(sk) ObjektID: 511-2129/1  | 113 Standort KG: Čičmany Konskr.Nr.: 113                | zrubový                                          | rustikal                                                 | č. NKP: 511-2129/1 Stand des NKP: 2012-02-08 Name: DOM ĽUDOVÝ               |
| ja   | Datei hochladen | Gebäude in regionaltypischem Baustil(sk) ObjektID: 511-2130/1  | 127-128 Standort KG: Čičmany Konskr.Nr.: 127,128        | zrubový;dvoj dom, každý 4-priestor               | rustikal, Doppelhaus, je 4 Räume                         | č. NKP: 511-2130/1 Stand des NKP: 2012-02-08 Name: DOM ĽUDOVÝ               |
| BW   | Datei hochladen | Gebäude in regionaltypischem Baustil(sk) ObjektID: 511-2131/0  | 129 Standort KG: Čičmany Konskr.Nr.: 129                | zrubový                                          | rustikal                                                 | č. NKP: 511-2131/0 Stand des NKP: 2012-02-08 Name: DOM ĽUDOVÝ               |
| BW   | Datei hochladen | Gebäude in regionaltypischem Baustil(sk) ObjektID: 511-2133/0  | 131 Standort KG: Čičmany Konskr.Nr.: 131                | zrubový                                          | rustikal                                                 | č. NKP: 511-2133/0 Stand des NKP: 2012-02-08 Name: DOM ĽUDOVÝ               |
| ja   | Datei hochladen | Gebäude in regionaltypischem Baustil(sk) ObjektID: 511-2134/0  | 136 Standort KG: Čičmany Konskr.Nr.: 136                | zrubový                                          | rustikal                                                 | č. NKP: 511-2134/0 Stand des NKP: 2012-02-08 Name: DOM ĽUDOVÝ               |
| ja   | Datei hochladen | Gebäude in regionaltypischem Baustil(sk) ObjektID: 511-2135/0  | 137 Standort KG: Čičmany Konskr.Nr.: 137                | zrubový;Radenov dom                              | rustikal, Haus Radenov                                   | č. NKP: 511-2135/0 Stand des NKP: 2012-02-08 Name: DOM ĽUDOVÝ               |
| ja   | Datei hochladen | Gebäude in regionaltypischem Baustil(sk) ObjektID: 511-2119/0  | 84,85 Standort KG: Čičmany Konskr.Nr.: 84,85            | zrubový                                          | rustikal                                                 | č. NKP: 511-2119/0 Stand des NKP: 2012-02-08 Name: DOM ĽUDOVÝ               |
| ja   | Datei hochladen | Gebäude in regionaltypischem Baustil(sk) ObjektID: 511-2120/0  | 87,88 Standort KG: Čičmany Konskr.Nr.: 87,88            | zrubový                                          | rustikal                                                 | č. NKP: 511-2120/0 Stand des NKP: 2012-02-08 Name: DOM ĽUDOVÝ S HOSP.ČASŤ.  |
| ja   | Datei hochladen | Gebäude in regionaltypischem Baustil(sk) ObjektID: 511-10838/1 | Hlavná ul. 42 Standort KG: Čičmany Konskr.Nr.: 42       | zrubový                                          | rustikal                                                 | č. NKP: 511-10838/1 Stand des NKP: 2012-02-08 Name: DOM ĽUDOVÝ              |
| BW   | Datei hochladen | Gebäude in regionaltypischem Baustil(sk) ObjektID: 511-10839/1 | Hlavná ul. 65 Standort KG: Čičmany Konskr.Nr.: 65       | zrubový                                          | rustikal                                                 | č. NKP: 511-10839/1 Stand des NKP: 2012-02-08 Name: DOM ĽUDOVÝ              |
| BW   | Datei hochladen | Scheune(sk) ObjektID: 511-10839/2                              | Hlavná ul. 65 Standort KG: Čičmany Konskr.Nr.: 65       | zrubová,rámová;mlat,záčin,maštaľ                 | rustikal, Rahmenbau, Tenneneingang, Stall                | č. NKP: 511-10839/2 Stand des NKP: 2012-02-08 Name: STODOLA                 |
| ja   | Datei hochladen | Gebäude in regionaltypischem Baustil(sk) ObjektID: 511-10842/1 | Hlavná ul. 138 Standort KG: Čičmany Konskr.Nr.: 138     | zrubový                                          | rustikal                                                 | č. NKP: 511-10842/1 Stand des NKP: 2012-02-08 Name: DOM ĽUDOVÝ              |
| BW   | Datei hochladen | Scheune(sk) ObjektID: 511-10842/2                              | Hlavná ul. 138 Standort KG: Čičmany Konskr.Nr.: 138     | zrubová                                          | rustikal                                                 | č. NKP: 511-10842/2 Stand des NKP: 2012-02-08 Name: STODOLA                 |
| BW   | Datei hochladen | Gebäude in regionaltypischem Baustil(sk) ObjektID: 511-10841/0 | Hrvoľová ul. 118 Standort KG: Čičmany Konskr.Nr.: 118   | zrubový                                          | rustikal                                                 | č. NKP: 511-10841/0 Stand des NKP: 2012-02-08 Name: DOM ĽUDOVÝ S HOSP.ČASŤ. |
| BW   | Datei hochladen | Gebäude in regionaltypischem Baustil(sk) ObjektID: 511-10840/0 | Mierisova ul. 89 Standort KG: Čičmany Konskr.Nr.: 89    | zrubový                                          | rustikal                                                 | č. NKP: 511-10840/0 Stand des NKP: 2012-02-08 Name: DOM ĽUDOVÝ S HOSP.ČASŤ. |
| ja   | Datei hochladen | Gebäude in regionaltypischem Baustil(sk) ObjektID: 511-2132/1  | Radenova ulica 130 Standort KG: Čičmany Konskr.Nr.: 130 | zrubový                                          | rustikal                                                 | č. NKP: 511-2132/1 Stand des NKP: 2012-02-08 Name: DOM ĽUDOVÝ               |

## Legende
Die Tabelle enthält im Einzelnen folgende Informationen:
| Foto:                    | Fotografie des Denkmals. |
| Denkmal / č. ÚZPF:       | Die Übersetzung der Bezeichnung des Denkmals, wie sie vom Slowakischen Denkmalamt (Pamiatkový úrad Slovenskej republiky) verwendet wird. Die Originalbezeichnung ist unter dem Fragezeichen angegeben. Fehlt die Übersetzung, so wird die Originalbezeichnung direkt angezeigt. Weiters ist die Objekt-Identifikationsnummer (Objekt ID) angeführt. Sie ist die offizielle, in der Slowakei eindeutige Nummer č. ÚZPF inklusive der zugehörigen Zählnummer, wie sie in den Daten des Denkmalamtes angegeben wird. Da diese nur innerhalb eines Landkreises gezählt wird, ist dessen Nummer der Denkmalnummer vorangestellt. |
| Standort:                | Wenn in der Liste vorhanden, ist die Adresse angegeben. In Klammern kann sich noch eine zusätzliche Adresse befinden, wenn es beispielsweise ein Eckhaus ist. Bei freistehenden Objekten ohne Adresse (zum Beispiel bei Bildstöcken) ist eine Adresse angegeben, die in der Nähe des Objekts liegt. Durch Aufruf des Links Standort wird die Lage des Denkmals in verschiedenen Kartenprojekten angezeigt. Darunter sind die Katastralgemeinde (KG) und, wenn vorhanden, die Konskriptionsnummer (Konskr. Nr.) angegeben.                                                                                                   |
| Offizielle Beschreibung: | Es ist die Kurzbeschreibung auf Slowakisch, wie sie in den offiziellen Listen angegeben ist, eingetragen. |
| Beschreibung:            | Kurze Angaben zum Denkmal auf Deutsch. |
| Metadaten:               | Zusätzlich werden, wenn in den persönlichen Einstellungen das Helferlein Dauerhaftes Einblenden von Metadaten aktiviert ist, ebensolche angezeigt. |

- Karte mit allen Koordinaten:
- OSM |
- WikiMap